# Colophon, Maison de l'Imprimeur
Colophon, Maison de l'Imprimeur est une association loi de 1901 regroupant un musée de l'Imprimerie, un atelier typographique et une librairie. Depuis 1995, elle se situe dans la Maison du Bailli de Grignan en Drôme Provençale.
L'association a pour but :
- la diffusion et la sauvegarde du patrimoine des typographes, imprimeurs et des idées humanistes ;
- la mise une place d’une dynamique culturelle, pédagogique et littéraire au sein de son environnement ;
- une création éditoriale conçue et réalisée sur place en typographie.

## Le bâtiment
La Maison du Bailli est une des plus anciennes maisons du bourg de Grignan. Les fondations remonteraient au XIIIe siècle. Au XVIe siècle, la bâtisse était le siège du bailliage et de la Cour d'appel de Grignan. Transformée en tribunal de paix à la Révolution, elle fut également utilisée par la confrérie des Pénitents blancs aux XVIIe et XVIIIe siècles. Ce fut aussi une école de garçons aux XIXe et XXe siècles avant de devenir le lieu de l'association Colophon en 1995.

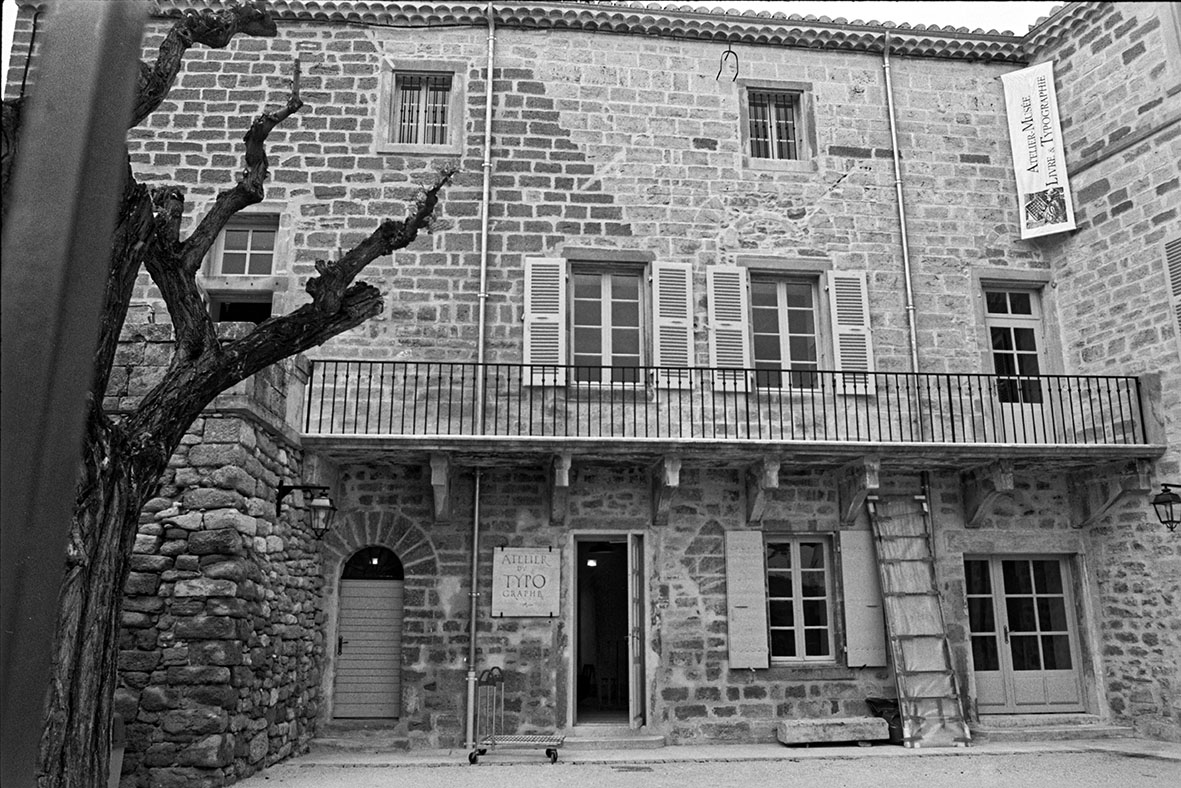
La Maison du Bailli en 1995.

## Le musée
Créé à l'initiative de Philippe Devoghel, le musée se compose de :
- les ateliers du XIXe siècle, regroupant une collection de presses et de matériels apportant une approche chronologique des évolutions de l'imprimerie ;
- les ateliers actuels, exclusivement typographiques et lieu de création des éditions homonymes ;
- les prisons réaménagées, abritant une collection d'outils d'écriture : machines à écrire, encriers, écritoires[2]…

Le musée organise toute l'année des ateliers, animations pédagogiques autour du livre et de l'imprimerie afin de partager et faire découvrir cet univers à un large public.

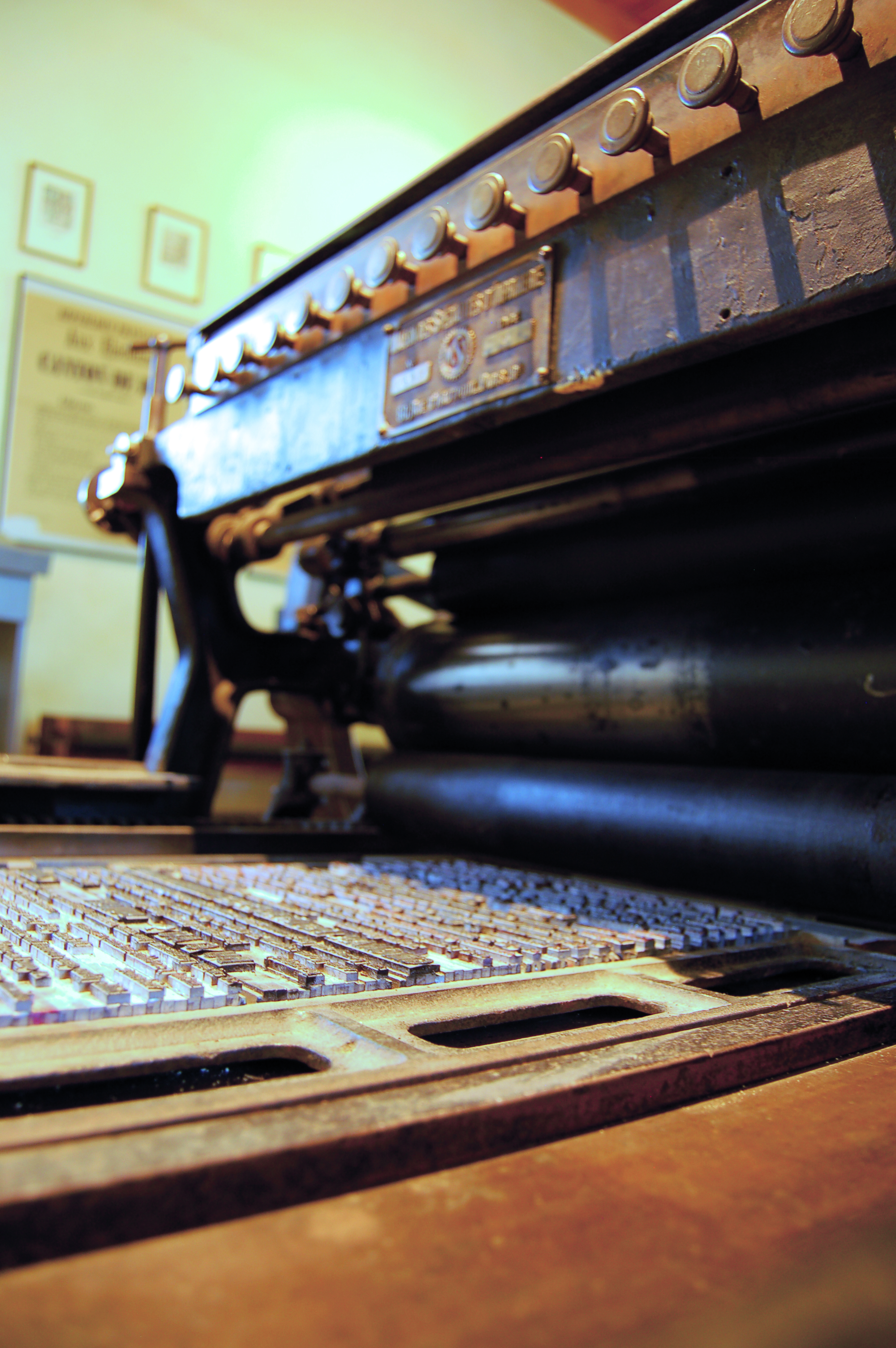
Presse à cylindre du musée

## La maison d'édition

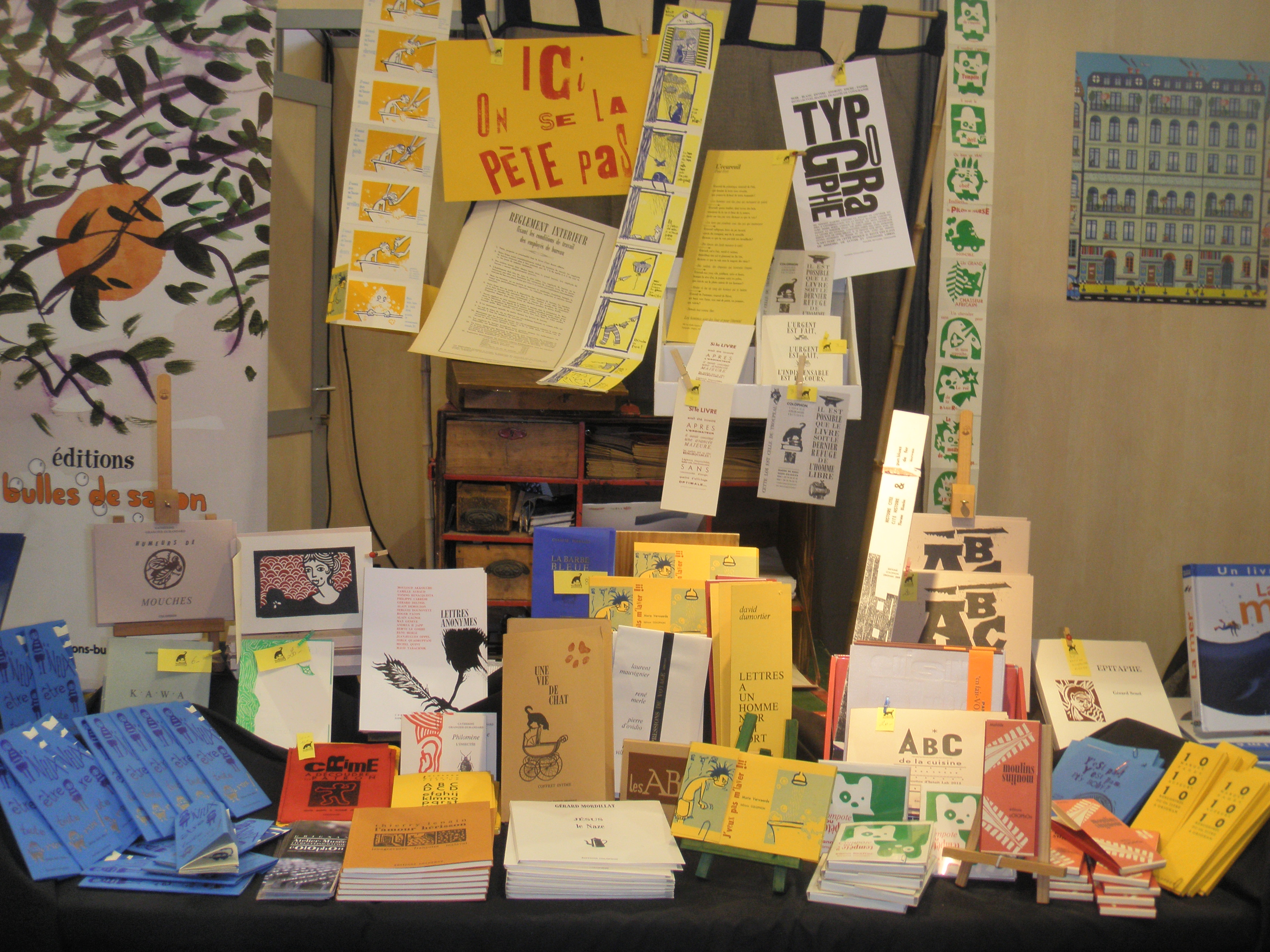
Les éditions Colophon au Salon du Livre de Saint-Paul-Trois-Châteaux.

Elle regroupe un catalogue d'ouvrages variés : jeunesse, adultes, gravures, affiches. Les éditions sont composées à la main et imprimées en typographie à l'atelier. La ligne éditoriale étant de proposer des œuvres accessibles à tous, les éditions sont imprimées en tirage allant de 200 à 1000 exemplaires.

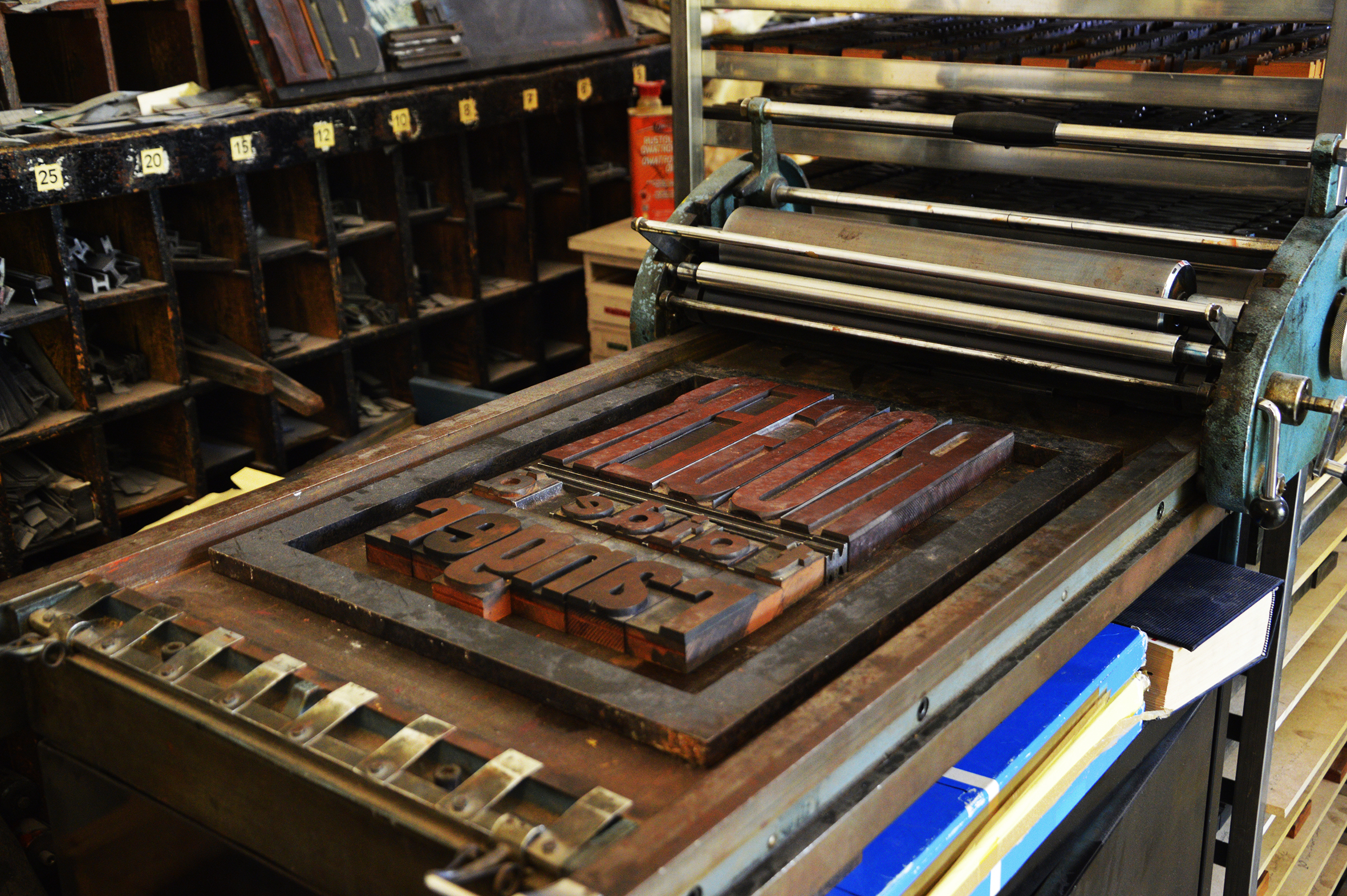
Presse de l'atelier

## La librairie
Créée par Chantal Bonnemaison, la librairie fait la part-belle aux petites éditions. Seule librairie du village de Grignan, elle propose également une sélection des dernières sorties littéraires. C'est le lieu où sont organisées, en collaboration avec l'association des "Amis de Colophon", les rencontres littéraires qui se déroulent chaque mois.

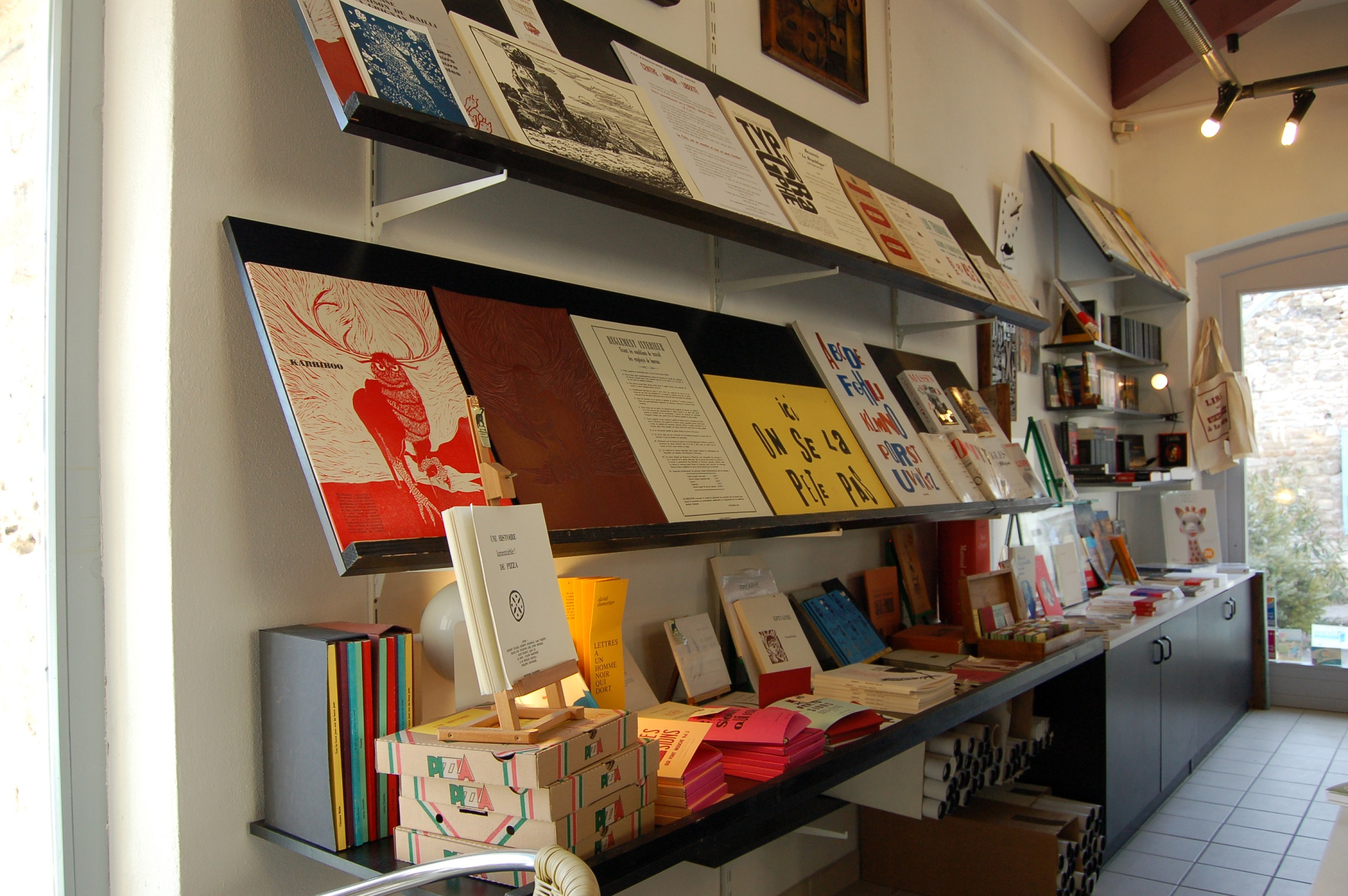
La librairie de Colophon à Grignan.

## Les rencontres littéraires
Chaque mois, des auteurs sont invités à échanger avec le public autour de leur dernier roman. Un Festival du deuxième roman est organisé chaque année où 4 auteurs sélectionnés discutent autour de leur deuxième ouvrage et du métier d'écrivain. Un prix du deuxième roman est décerné à la fin du Festival.

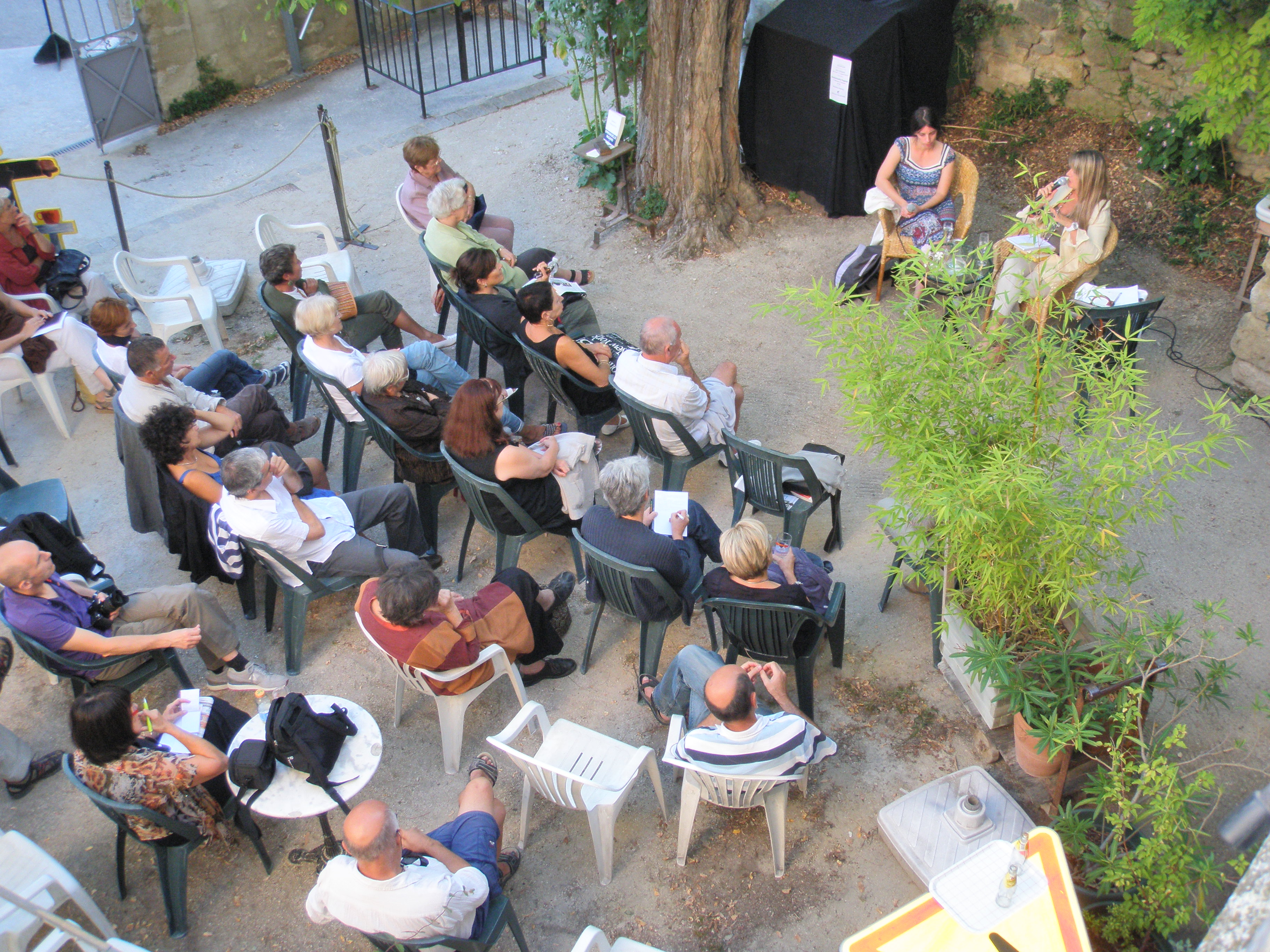
Rencontre littéraire dans la cour.